# Suctobelbella sicilifera
Suctobelbella sicilifera är en kvalsterart som först beskrevs av Hammer 1961.  Suctobelbella sicilifera ingår i släktet Suctobelbella och familjen Suctobelbidae. Inga underarter finns listade i Catalogue of Life.